# Ка-62
Ка-62 — российский перспективный многоцелевой вертолёт, разработанный ОАО «Камов» на основе военной модификации Ка-60.
Одной из особенностей вертолётов Ка-60/62 является закрытый рулевой винт типа «фенестрон», однако у Ка-62 лопастей 12 — на одну больше, чем у его военного прототипа Ка-60.

## История

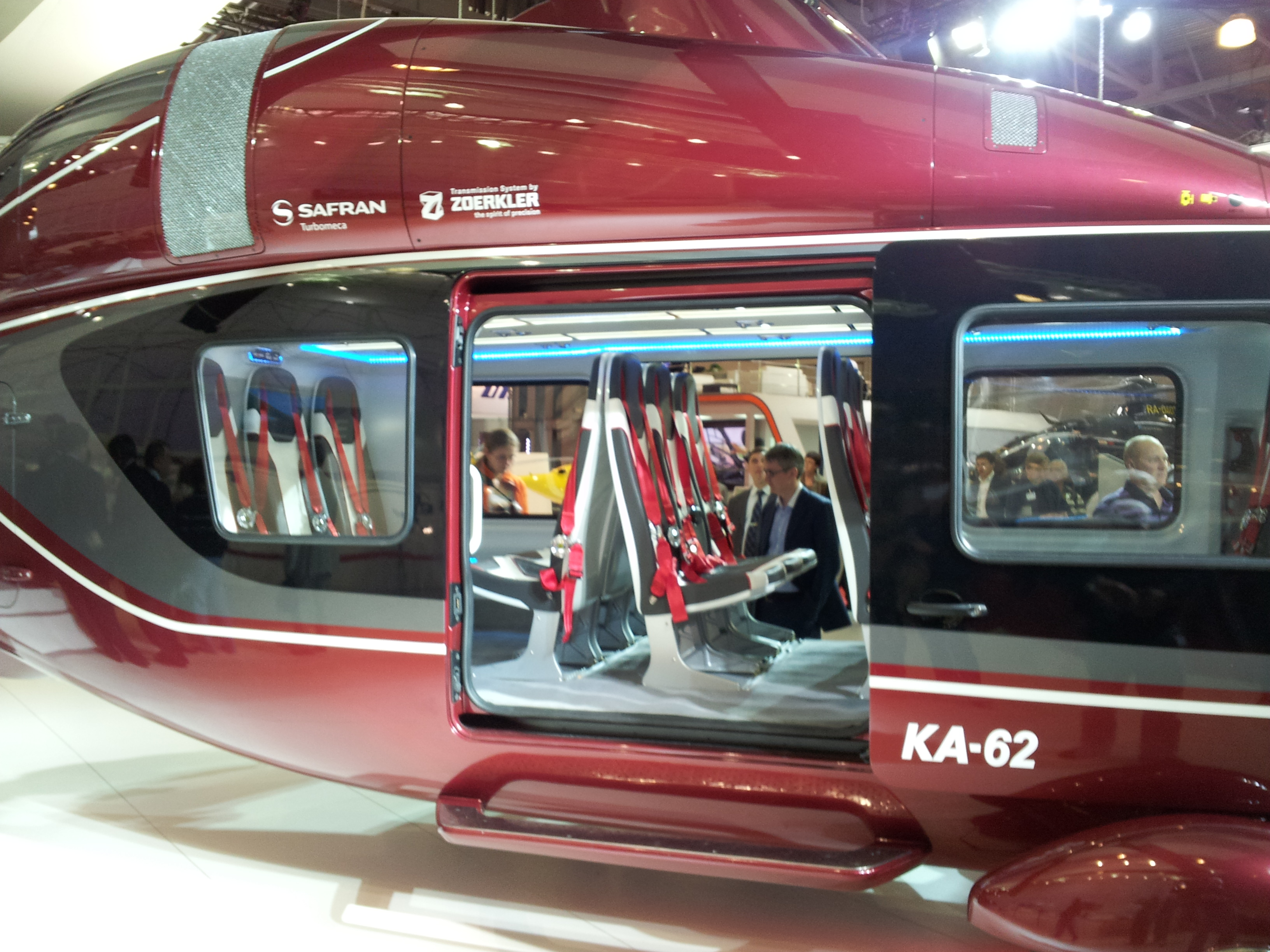
Вариант компоновки пассажирского салона.

Разработка новой машины началась в 1990 году. Ка-62 проектировался как гражданская модификация многоцелевого военно-транспортного вертолёта Ка-60, с сохранением конструктивных особенностей военной модели, в том числе и двигателей РД-600. Полноразмерный макет вертолёта впервые был показан на авиасалоне МАКС-1995. Дальнейшая разработка была приостановлена из-за недостатка средств.
В течение следующих 15 лет неоднократно звучали заявления о возобновлении разработки и производства Ка-62. Назывались даты первого полёта в 2008 году, с развёртыванием производства на авиационном заводе У-УАЗ в Улан-Удэ с планом выйти на уровень выпуска в 30—40 вертолётов в 2010 году.
Наконец, в 2012 году, на выставке HeliRussia-2012 состоялась презентация макета Ка-62, представляющего собой обновлённую конструкцию вертолёта. Внешняя схема и компоновка вертолёта были сохранены, основные изменения затронули шасси и моторный отсек, так как вместо российских турбовальных двигателей РД-600 на машину будут устанавливаться двигатели Turboméca Ardiden 3G французской компании Turboméca. Редуктор и трансмиссию будет поставлять австрийская фирма Zoerkler.
Производство планируется развернуть на заводах холдинга «Вертолёты России»: на ААК «Прогресс» в Арсеньеве (сборка вертолётов) и на ОАО «КумАПП» в Кумертау (компоненты несущего и рулевого винтов). На данный момент на арсеньевском заводе начато производство двух опытных образцов.
По результатам испытаний в 2013 году вертолёт потребовал доработок, сертификация запланирована не ранее 2015 года, позже перенесена на 2017 год. На доработки выделено дополнительное финансирование. В то же время, пробные полёты военной версии (Ка-60) планировались начаться уже в марте 2014 года. В июле 2014 года компанией «Технологии для авиации» (ранее «Транзас Авиация») поставлены три первых интегрированных пилотажно-навигационных комплекса КБО-62 для опытных машин и проведения лётных испытаний.
28 апреля 2016 года вертолёт Ка-62 совершил первый тестовый полёт на аэродроме завода «Прогресс» в городе Арсеньев Приморского края. В 18:00 вертолёт приподнялся над землёй и, выполнив висение с разворотами, рысканиями по тангажу и крену, приземлился. Весь полёт занял не более десяти минут.
25 мая 2017 года вертолёт Ка-62 совершил первый полноценный полёт на лётно-испытательной станции Арсеньевского завода «Прогресс». Программа предусматривала полёт по кругу на скорости 110 км/ч общей продолжительностью 15 минут.
Согласно заявлениям предыдущего генерального директора холдинга Дмитрия Петрова, Ка-62 в значительной степени нацелен на международный рынок и создаётся по схеме широкой международной кооперации, что, по его словам, является первым подобным опытом в российском вертолётостроении. Но в то же время, стартовыми заказчиками вертолёта выступят силовые ведомства.
На февраль 2018 года готовы три лётных образца.
На МАКС-2019 демонстрировался третий летный образец вертолета, в том числе в рамках летной программы.
Серийное производство вертолёта Ка-62 планировалось в 2020 году. Строительство первой партии из шести машин начато в апреле 2019 года при поддержке Фонда Развития Промышленности; начать их продажи планировалось в 2020 году, сразу же после получения сертификата типа.
30 ноября 2021 года вертолет получил Сертификат типа.
9 ноября 2022 г. на 13-м Вертолётном форуме директор холдинга по продажам гражданских вертолетов Игорь Паньшин, заявил, что вертолёт придется пересертифицировать еще раз, заменив на нем иностранные комплектующие. Повторная сертификация намечена на 2025 год.
09 ноября 2022 г. работы по сертификации нового среднего многоцелевого вертолёта Ка-62 приостановлены. Об этом заявил глава Федерального агентства воздушного транспорта (Росавиация) Александр Нерадько на 13-м Вертолётном форуме в Москве. «Вертолёт в очень высокой степени, примерно на 60%, импортный: лопасти, материал, движки, авионика. Все поставки обрезались, надо полностью все пересмотреть по нему. Смысла его дальше сертифицировать нет», — пояснил А. Нерадько.

## Конструкция

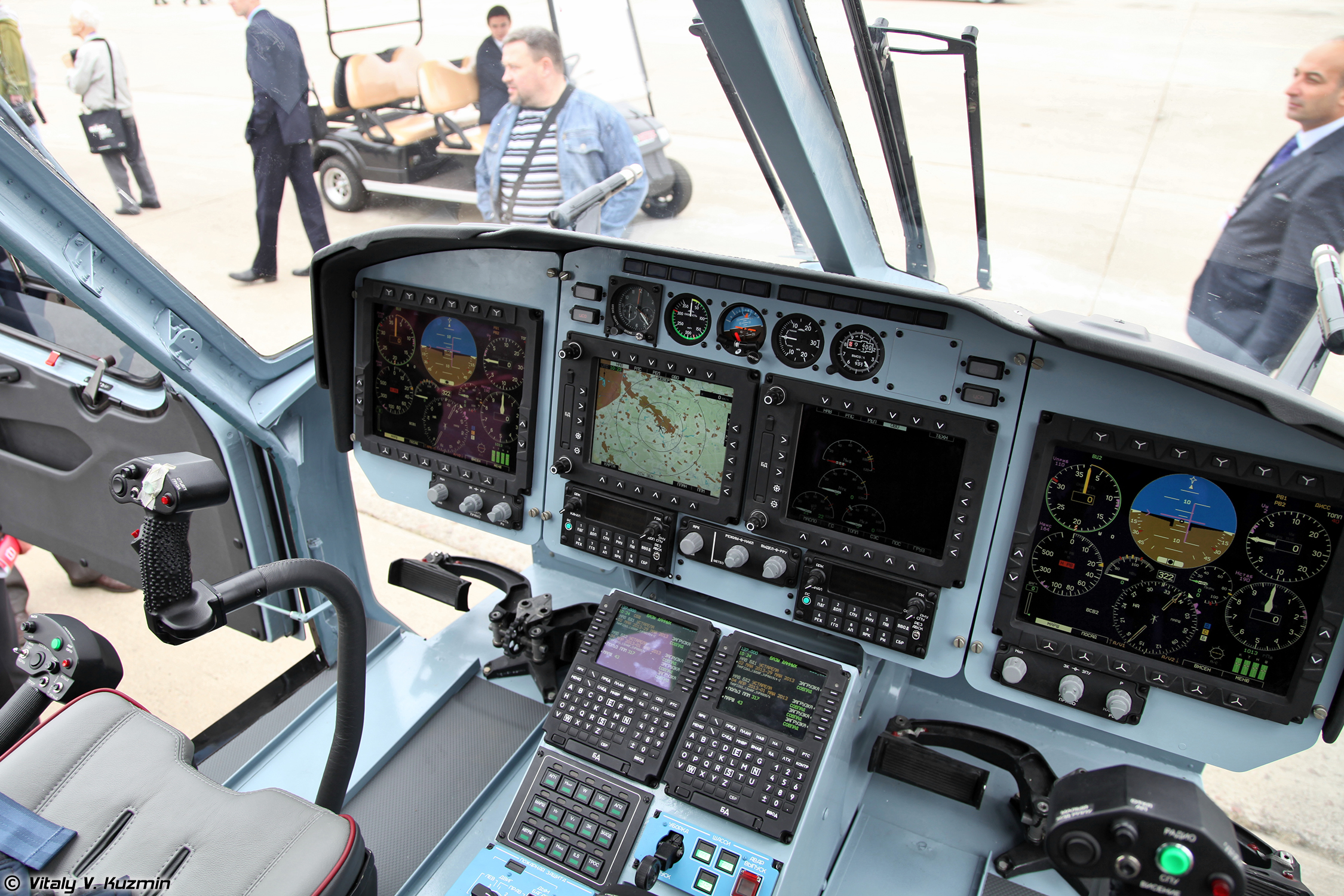
Кабина Ка-62 (МАКС-2013).

Ка-62 выполнен по одновинтовой схеме с пятилопастным несущим и многолопастным рулевым (типа «фенестрон») винтами. На вертолёте установлены двигатели Ardiden 3G производства французской компании Turboméca. Для их замены предполагается разработка отечественного двигателя ВК-1600В.
В вертолёте широко применяются современные технологии, в том числе полимерные композиционные материалы, объём конструкций из которых составляет до 60 %.

## Заявленные лётно-технические характеристики
Источник данных: Сайт ОАО «Вертолёты России».

Технические характеристики
- Экипаж: 1—2 человека
- Пассажировместимость: до 15 человек
- Грузоподъёмность: 2200 кг
  - на внешней подвеске: 2500 кг
- Длина: 13,50 м (без несущего винта)[23]
- Диаметр несущего винта: 13,80 м
- Диаметр рулевого винта: 1,40 м
- Высота: 4,87 м
- Максимальная взлётная масса: 6500 кг

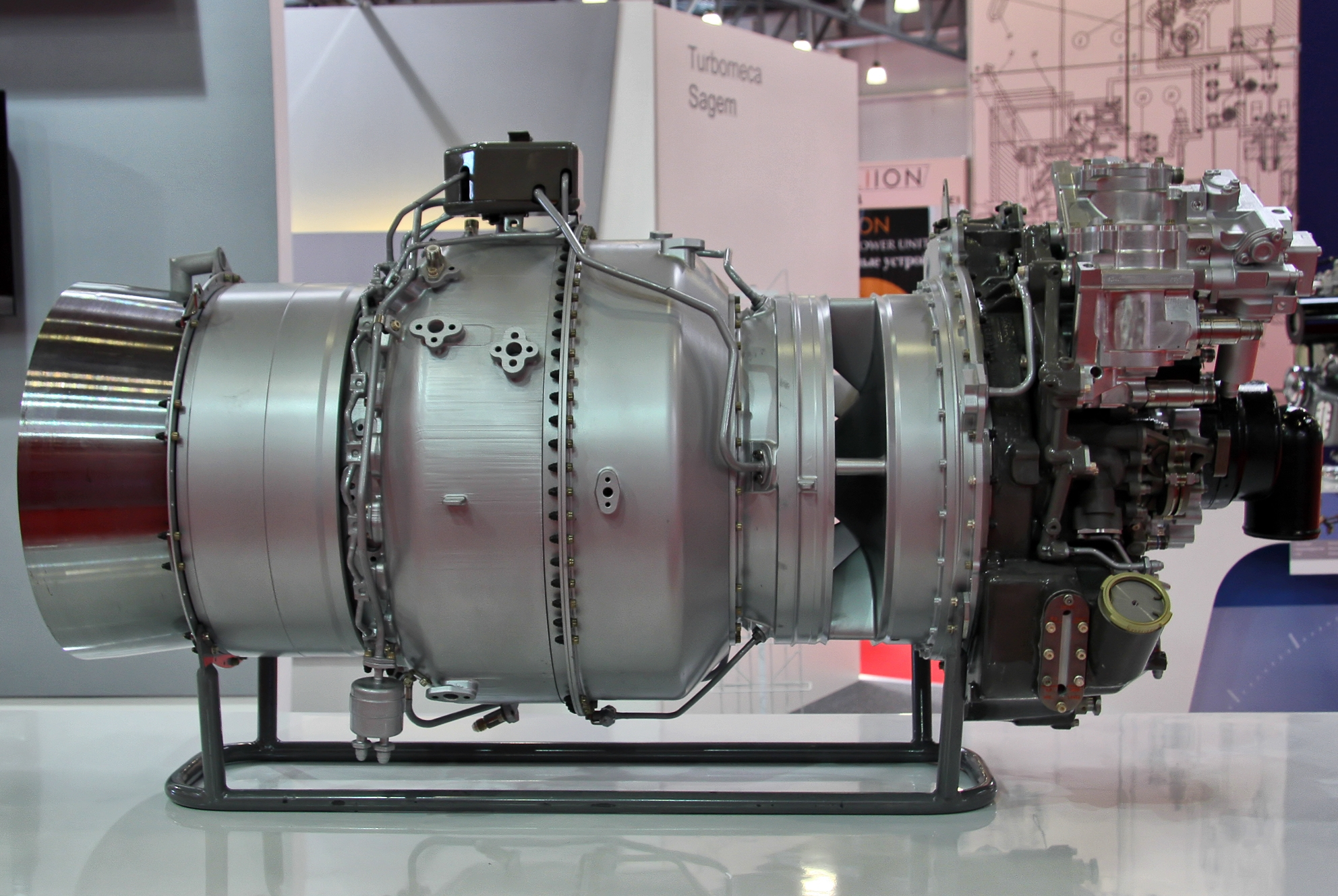
Турбовальный двигатель Turboméca Ardiden 3G.

  - с грузом на внешней подвеске: 6800 кг
- Силовая установка: 2 × ТВаД Turboméca Ardiden 3G ,в перспективе ВК-1600В[24]
- Мощность двигателей: 2 × 1776 л. с.[23] (на взлётном режиме)
- Габариты пассажирской кабины:
  - длина: 4,10 м
  - ширина: 1,74 м
  - высота: 1,30 м

Лётные характеристики
- Максимально допустимая скорость: 310 км/ч
- Крейсерская скорость: 290 км/ч
- Практическая дальность: 720 км
- Перегоночная дальность: 1135 км
- Практический потолок: 6100 м
- Статический потолок: 

  - в зоне влияния земли: 3800 м
  - вне зоны влияния земли: 3200 м
- Скороподъёмность: 14 м/с

## Сравнение современных гражданских вертолётов КБ Камова и Миля
|                                           | Ка-226            | Ка-60           | Ка-62                         | Ка-32          | Ми-171/Ми-8АМТ        | Ми-38        |
| ----------------------------------------- | ----------------- | --------------- | ----------------------------- | -------------- | --------------------- | ------------ |
| Экипаж                                    | 1-2               | 1-2             | 1-2                           | 2              | 3                     | 2            |
| Пассажировместимость (чел)                | 4-7               | 14              | 15                            | 13             | 26                    | 30           |
| Грузоподъёмность/ на внешней подвеске, кг | 1 000             | 2 000/2 500     | 2 200/2 500                   | 5 000          | 4 000                 | 5 000        |
| Максимальная взлётная масса, кг           | 3 400             | 6 500           | 6 500/6800                    | 11 000         | 12 000                | 15 600       |
| Силовая установка                         | ГТ 2 × Arrius 2G1 | 2 × ТВаД РД-600 | 2 × ТВаД Turboméca Ardiden 3G | 2 × ТВ3-117ВМА | 2 × ТВ3-117 (ВК-2500) | 2 × ТВ7-117В |
| Мощность двигателей, л. с.                | 580 л. с          | 2 × 1300        | 2 × 1776 (на взлётном режиме) | 2 × 2200       | 2 × 1641 кВт          | 2 × 2800     |
| Крейсерская скорость, км/ч                | 195               | 265             | 290                           | 240            | 225                   | 260-280      |
| Практическая/перегоночная дальность, км   | 600               | 700             | 720                           | 800            | 610                   | 820/1350     |
| Статический/Динамический потолок, м       | 4100/5700         | 2100/5150       | 3200/6100                     | 3500/6000      | 3900/5000             | 5250/6300    |

## Заказы и поставки
В конце 2012 года между холдингом «Вертолёты России» и бразильской авиакомпанией Atlas Táxi Aéreo заключено предварительное соглашение на поставку 7 вертолётов Ка-62 в период между 1-м кварталом 2015 года и 1-м кварталом 2016 года. Контракт подразумевает также опцион на поставку дополнительных семи вертолётов Ка-62. Кроме того, контракт предполагает участие холдинга в создании сервисного центра для послепродажного обслуживания в Бразилии.
В 2016 году в Колумбию планировалось поставить пять вертолётов Ка-62 в интересах национальной нефтедобывающей компании Ecopetrol.

## Оценка проекта
По мнению кандидата технических наук Евгения Матвеева, преподавателя Военно-воздушной академии им. Н. Е. Жуковского, в конструкции Ка-62 используется неоправданно большое количество комплектующих зарубежного производства (двигатели, трансмиссия и т. д.) в ущерб отечественным. А также холдинг «Вертолёты России» даёт завышенные оценки перспективности машины на внешних рынках — ввиду наличия серьёзных конкурентов, в первую очередь британско-итальянского AgustaWestland AW139, выпускаемого серией около 100 вертолётов в год.